# A Espada do Verão
The Sword of Summer (traduzido no Brasil e em Portugal como A Espada do Verão) é o primeiro livro da série Magnus Chase e os Deuses de Asgard escrito por Rick Riordan, lançado no dia 6 de outubro de 2015 nos Estados Unidos e no Brasil. E como na maioria dos livros escritos por Riordan, é baseado numa mitologia, sendo a nórdica nesse caso.
É narrado em primeiro pessoa por Magnus Chase, o protagonista, enquanto ele e seus amigos procuram pela Espada do Verão.

## Antecedentes
Enquanto estava promovendo "A Casa de Hades", Riordan anunciou que estava escrevendo uma saga de mitologia nórdica ambientada em Boston. Ele também afirmou que seus planos para o cenário não tinham relação com sua recente mudança para a cidade, embora morar em Boston tornasse a workshop do livro menos difícil. Em 23 de setembro de 2014, Riordan transmitiu uma webcast no Empire State Building e revelou o nome da saga: Magnus Chase e os Deuses de Asgard.
Alguns meses anteriores da publicação de "A espada do Verão", a Disney-Hyperion e Rick Riordan anunciaram ainda mais fortemente o novo livro. Riordan embarcou em uma pequena turnê pelos Estados Unidos, falando com centenas de fãs em cada parada. Um concurso on-line de redação sobre mitologia foi patrocinado pela Scholastic Corporation pouco antes da publicação do romance, com o prêmio ser uma "visita virtual" de Rick Riordan. Finalmente, Riordan assinou 10.000 cópias de "A espada do verão", que foram distribuído durante a Black Friday nas lojas da Barnes & Noble em todo o país.

## Sinopse
"Magnus Chase sempre foi uma criança problemática. Desde a misteriosa morte de sua mãe, ele viveu sozinho nas ruas de Boston, sobrevivendo graças à sua sagacidade e mantendo-se um passo à frente da polícia.
Um dia, ele é encontrado por um tio que nunca conheceu – um homem que sua mãe considerava perigoso. Seu tio lhe conta um segredo impossível, Magnus é filho de um Deus Nórdico, e que ele não é o único.
Os mitos Viking são reais. Os deuses de Asgard estão se preparando para a guerra. Trolls, gigantes e monstros nórdicos estão se agitando perante o dia do juízo final. Para evitar Ragnarök, Magnus deve procurar pelos Nove Mundos uma arma que foi perdida há centenas de anos. Quando um ataque de gigantes de fogo o força a escolher entre sua própria segurança e a vida de centenas de inocentes, Magnus toma uma decisão fatal. Às vezes, a única maneira de começar uma nova vida é morrendo…"

## Personagens[7]
- Magnus Chase: O personagem principal da série, filho do deus do verão e da primavera, Frey.
- Samirah al-Abbas: Amiga de Magnus, uma Valquíria e também filha de Loki.
- Frederick Chase: O tio de Magnus, pai de Annabeth.
- Annabeth Chase: Prima de Magnus (também aparece na série Percy Jackson e os Olimpianos e Os Heróis do Olimpo).
- Hearthstone (ou Hearth): Amigo de Magnus. Ele é um elfo surdo, e o único elfo que ainda pratica magia. Fingiu ser um morador de rua com Blitzen para proteger Magnus.
- Blitzen (ou Blitz): Amigo de Magnus. É um anão que adora moda, tem o sonho de abrir uma loja e ter sua própria grife de roupas, embora os outros anões não concordem com ele. Fingiu ser um morador de rua com Hearth para proteger Magnus.
- Jacques (Sumarbrander): Espada do Verão.
- Gunilla: Chefe das Valquírias, filha de Thor.
- Randolph Chase: Tio de Magnus, ele é um professor fascinado pela cultura nórdica.
- Mallory Keen: Uma einherjar, vizinha de corredor de Magnus.
- Mestiço Gunderson: Um einherjar, vizinho de corredor de Magnus.
- T. J.: Um einherjar que era um soldado da Guerra de Secessão, vizinho de corredor de Magnus.
- X: Um einherjar meio humano meio Troll, vizinho de corredor de Magnus, mais tarde é revelado que X, na verdade era Odin, o Pai de todos.
- Loki: O Deus das travessuras e da mentira, ele aparece para Magnus, em várias visões.
- Thor: Deus do trovão. Aparece em Jötuheim (mundo dos Gigantes), dando uma missão para Magnus e seus amigos, e revelando onde fica a ilha de Fenrir.
- Surt: Rei dos Gigantes de fogo, e aquele que mata Magnus.
- Fenrir: O Lobo, Filho de Loki, aprisionado em uma Ilha que só surge na primeira lua cheia do ano.
- Ran: Deusa do Mar. Ela acha a espada do verão após Magnus ter caído no rio.
- Freya: A Deusa do amor e da beleza. É a Mãe de Blitz e também a guardiã de Folkvangr (Pós-vida dos Vanir).
- Hel: Deusa da Morte, filha de Loki. Aparece para Magnus, fazendo a proposta de devolver sua Mãe de volta a vida desde que Magnus de a espada para o tio, Randolph.

## Recepção
"A Espada do Verão" recebeu análises geralmente positivas da crítica especializada. Maggie Reagan do Booklist alertou leitores e donos de livraria para "comprar cópias extras", elogiando a escrita do autor: "Riordan  tem um toque mágico". A School Library Journal explicou o sucesso do livro com seu comentário: "Com uma trama épica, envolvendo personagens e toneladas de humor autoconsciente, o [Romance] mais recente de Riordan o faz querer sempre virar as página. Os fãs de seus trabalhos anteriores também ficarão felizes em ver easter eggs e referências a outros livros do mesmo universo". Por outro lado, a revisora Jody Mitori disse que o extremo uso de piadas sobre a cultura pop de Riordan, pode "datar" o romance, ela continuou afirmando que "por enquanto, a jornada é divertida". Entre os livros mais vendidos do gênero infanto-juvenil do ano de 2015, A espada do verão conseguiu alcançar boas vendas, mas não foi um "grande candidato" entre os seus concorrentes.
Alguns críticos — principalmente Adam Gopnik do The New York Times — expressaram decepção pelo romance não ter se destacado em comparação com o trabalho anterior de Riordan. A crítica de Gopnik reconheceu as dificuldades que autores de mitologia moderna, como Riordan, enfrentam ao escrever para um público jovem; como cenas de ação "necessárias", poderes fantásticos e drama adolescente; mas continuou questionando o retrato inadequado de Riordan de não saber separar a mitologia nórdica de seu "fatalismo". Em uma revisão semelhante da St. Louis Post-Dispatch afirmou que "em quase 500 páginas, A Espada de Verão é muito longa" e perde parte de seu charme pelo uso excessivo de "missões e perguntas". Enquanto Gopnik e outros concordam que o livro é de qualidade aceitável e com certeza tem um certo apelo a muitos leitores, Gopnik resume seus pontos de vista nas linhas finais de sua crítica: "As maravilhas da mitologia [nórdica] de Riordan se recriam aqui como antes; o mistério do mito permanece inatualável em seu trabalho ou, mais triste e mais provável, desmascarado por seu tempo".
Riordan foi elogiado por dar uma guinada maior ao multiculturalismo. Outros avaliadores demonstraram interesse na escolha de Riordan de matar o personagem principal e outros sinais de que Magnus Chase seria mais madura que a famosa Percy Jackson & The Olympians. A Kirkus Reviews elogiou a principal protagonista feminina, Samirah al-Abbas. "A Espada do Verão" ganhou o Prêmio Goodreads Choice na categoria de melhor ficção infantil de nível médio.